# Cuba-project

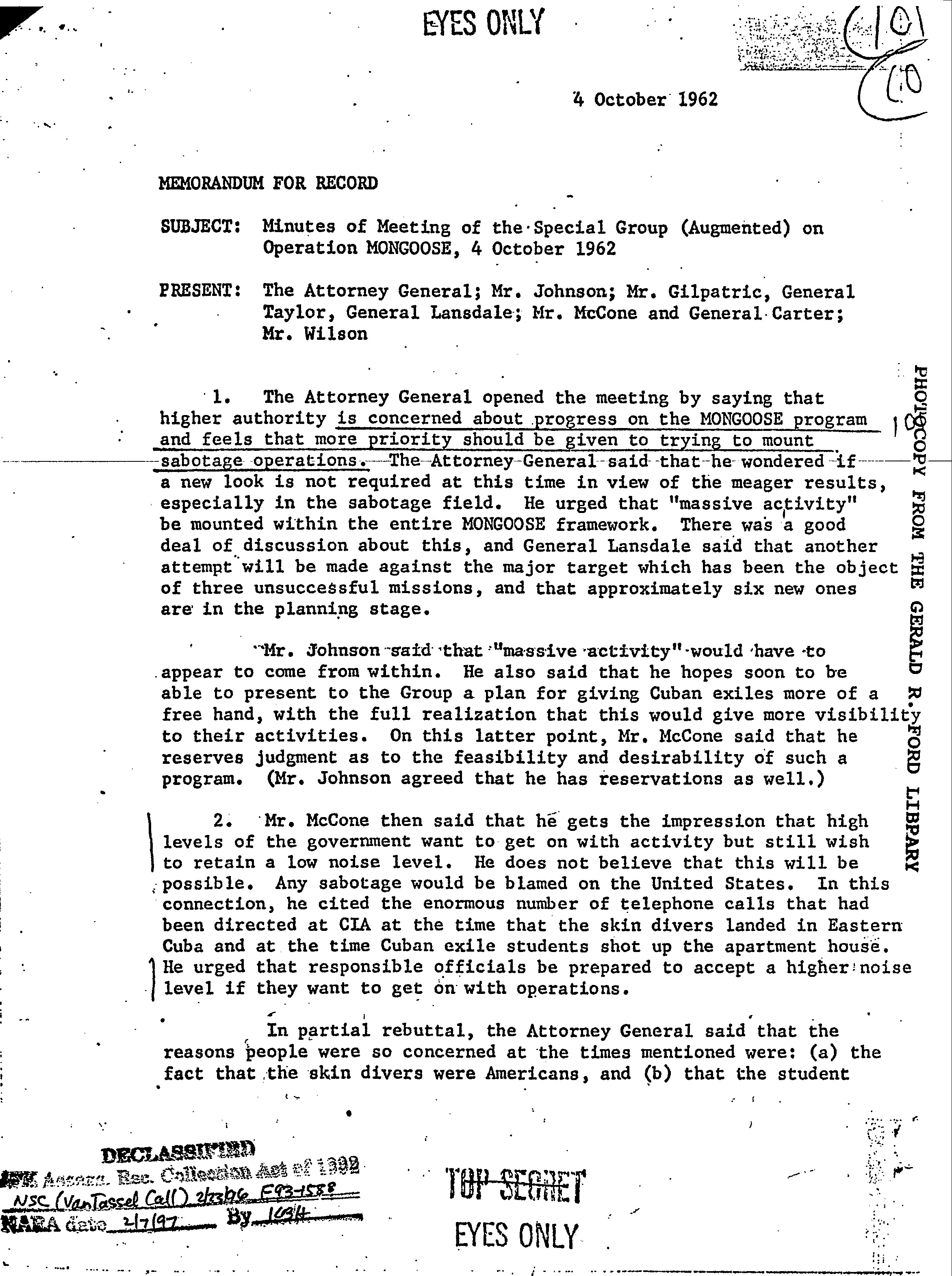
Eerste pagina van de notulen van een bijeenkomst over Operation Mongoose (4 oktober 1962)

Het Cuba-project (ook bekend onder de naam Operation Mongoose) is de algemene naam voor de geheime operaties van de CIA die zijn ontworpen gedurende de vroege regeerperiode van de Amerikaanse president John F. Kennedy op 30 november 1961.
De president gaf toestemming voor agressieve geheime operaties tegen het communistische bewind van Fidel Castro in Cuba. De operatie stond onder leiding van luchtmacht-generaal Edward Lansdale en ontleende zijn bestaansrecht aan de mislukte Invasie in de Varkensbaai van april 1961.
De aan de Harvard-universiteit verbonden historicus Jorge Domínguez stelt dat het omverwerpen van het bewind van Fidel Castro de hoofddoelstelling vormde van de regering Kennedy.
Daartoe werd Operatie Mongoose, een Amerikaans programma van sabotage en andere geheime operaties tegen het eiland, opgesteld.
Het uiteindelijke doel van het Cuba-project was “het ondersteunen van Cuba bij de omverwerping van het communistische regime”, met inbegrip van haar leider Fidel Castro, het aanzetten tot “een opstand in Cuba, die kan plaatsvinden in Cuba in oktober 1962”.
Amerikaanse beleidsmakers vonden het daarnaast wenselijk dat de nieuw te vormen regering een “nieuwe regering is waarmee de Verenigde Staten vreedzaam kunnen leven”.